# Новая генерация (литературная организация)
«Новая генерация» или «Новое поколение» (укр. Нова генерація) — литературная организация, третья модификация объединений украинского «левого фронт» искусств (УкрЛЕФ).
Первой была Ассоциация панфутуристов (Аспанфут), действовавшая с 1922 в Харькове и Киеве во главе с бессменным лидером и теоретиком М. Семенко. В своих декларациях, манифестах, платформах, печатавшихся в сборниках «Семафор в будущее», «Катафалк искусства» (1922), провозглашала конец «буржуазного искусства», деструкцию как «искусство переходного периода», после которой наступит время для синтеза, для создания другого искусства, которое будет сочетать в себе умелость, мастерство и мегаискусство. Через некоторое время Аспанфут переименовался в АСКК, есть Ассоциацию коммунистической культуры, действовавшей в 1924—1925 (сборник «Гонг Комункульта», «Гольфиптром» — 1925), но, «натолкнувшись на отсутствие квалифицированных кадров», уже в том же 1925 году пошла на объединение с литорганизацией Гартом, которая и сама под влиянием литературной дискуссии начала разрушаться. В это время АСКК вместо призывов к деструкции выдвинуло лозунг в необходимости конструкции-образования «левой прозы», призывной поэзии, киножанров.
«Новая генерация» образовалась в 1927 в Харькове, Киеве и Одессе вокруг журнала с одноименным названием. Кроме прежних адептов футуризма — Гео Шкурупия, Гео Коляды, Л. Недоли, в организацию вошли молодые поэты (Н. Булатович), беллетристы, критики — О. Влызько, В. Вер, И. Маловичко, Д. Бузько, Л. Зимный, Л. Чернов, Эдвард Стриха, А. Марьямов, А. Полторацкий; художники В. Меллер, Дан Сотник, К. Малевич, кинематографисты — Г. Тасин, А. Перегуда и др.
В новой декларации «Платформа и окружение левых» «Новая генерация» указывала на свою наследственную связь с предыдущими лит. объединениями, несколько модернизировала свою программу, пропагандируя теорию и практику авангардистских течений в искусстве, борясь с «национальной ограниченностью», «назадничеством», выступая под знаменами интернационализма, видя своих союзников в ВУСПП, Молодняке, Березиле, а оппонентов — в ВАПЛИТЕ и Неоклассиках.
«Новая генерация» и дальше выступала против классического наследия, национальных традиций. Художественная практика её представителей концентрировалась вокруг агитационно-пропагандистских жанров, обслуживавших потребности официальной идеологии. В течение следующих трех лет (1927—1930) организация еще дважды меняла название: Всеукраинский союз коммунистической культуры (ВУСКК, 1929) и Объединение пролетарских писателей Украины (ОППУ, 1930).
В январе 1931 под натиском «консолидационных мер» со стороны ВКП (б) организация вынуждена была самоликвидироваться.